# Bignonieae
Tribu
Les Bignonieae est une tribu de plantes à fleurs de la famille des Bignoniaceae.
Le genre type de la tribu est Bignonia L.

## Liste des genres
Adenocalymma – Amphilophium – Anemopaegma – Bignonia – Callichlamys – Cuspidaria – Dolichandra – Fridericia – Lundia – Manaosella – Mansoa – Martinella – Pachyptera – Perianthomega – Pleonotoma – Pyrostegia – Roseodendron – Sphingiphila – Stizophyllum – Tanaecium – Tynanthus – Xylophragma

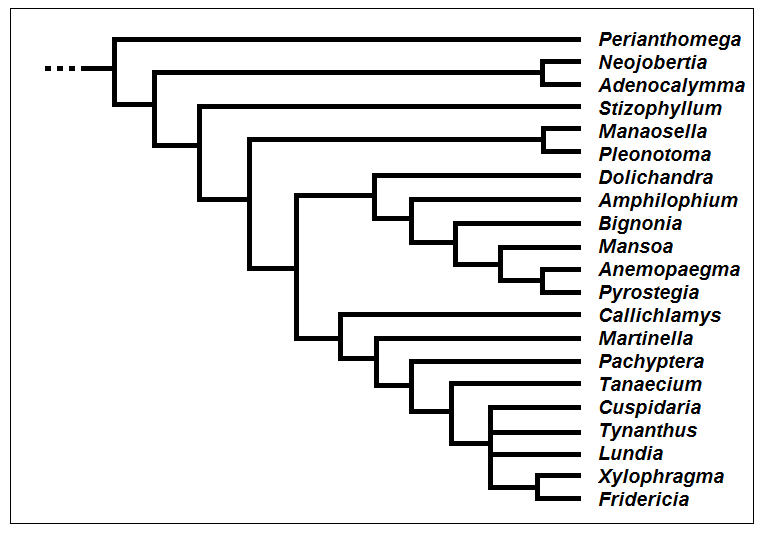
Cladogramme de la tribu.

## Publication originale
- Dumortier B.C.J., 1829. Analyse des Familles de Plantes 23.